# تپه شیرین چغا
تپه شیرین چغا مربوط به دوران‌های تاریخی پس از اسلام است و در شهرستان بروجرد، بخش مرکزی، روستای شیروان واقع شده و این اثر در تاریخ ۲۳ بهمن ۱۳۸۰ با شمارهٔ ثبت ۴۷۶۴ به‌عنوان یکی از آثار ملی ایران به ثبت رسیده است.